# Bythiospeum nocki
Bythiospeum nocki is een slakkensoort uit de familie van de Hydrobiidae. De wetenschappelijke naam van de soort is voor het eerst geldig gepubliceerd in 2000 door Haase, Weigand & Haseke.